# Galactites tomentosa
Galactites tomentosa — вид квіткових рослин родини айстрові (Asteraceae).

## Опис
Стебла 30-50 (-70) см, зазвичай розгалужені у верхній половині, опушені. Листки зелені, довгі і вузькі, перисті; нижня сторона білувата і покрита поплутаними волосками. Краї листя несуть сильні шипи. Квіти двостатеві і запилюються комахами; вони досить великі — близько 3 сантиметрів в діаметрі, а їх колір варіюється від білого або рожевого до бузкового-фіолетового. Період цвітіння триває з липня по серпень, а насіння дозріває з серпня по вересень. Плоди сім'янки з білявими волохатих придатками.

## Поширення
Батьківщина: Північна Африка: Алжир, Марокко, Туніс. Європа: Албанія, Чорногорія, Франція, Монако, Греція, Іспанія, Гібралтар, Італія, Португалія, Мальта. Населяє узбіччях доріг, пасовища, кам'янисті або піщані необроблені місця. Віддає перевагу сонячним місцям.

## Галерея

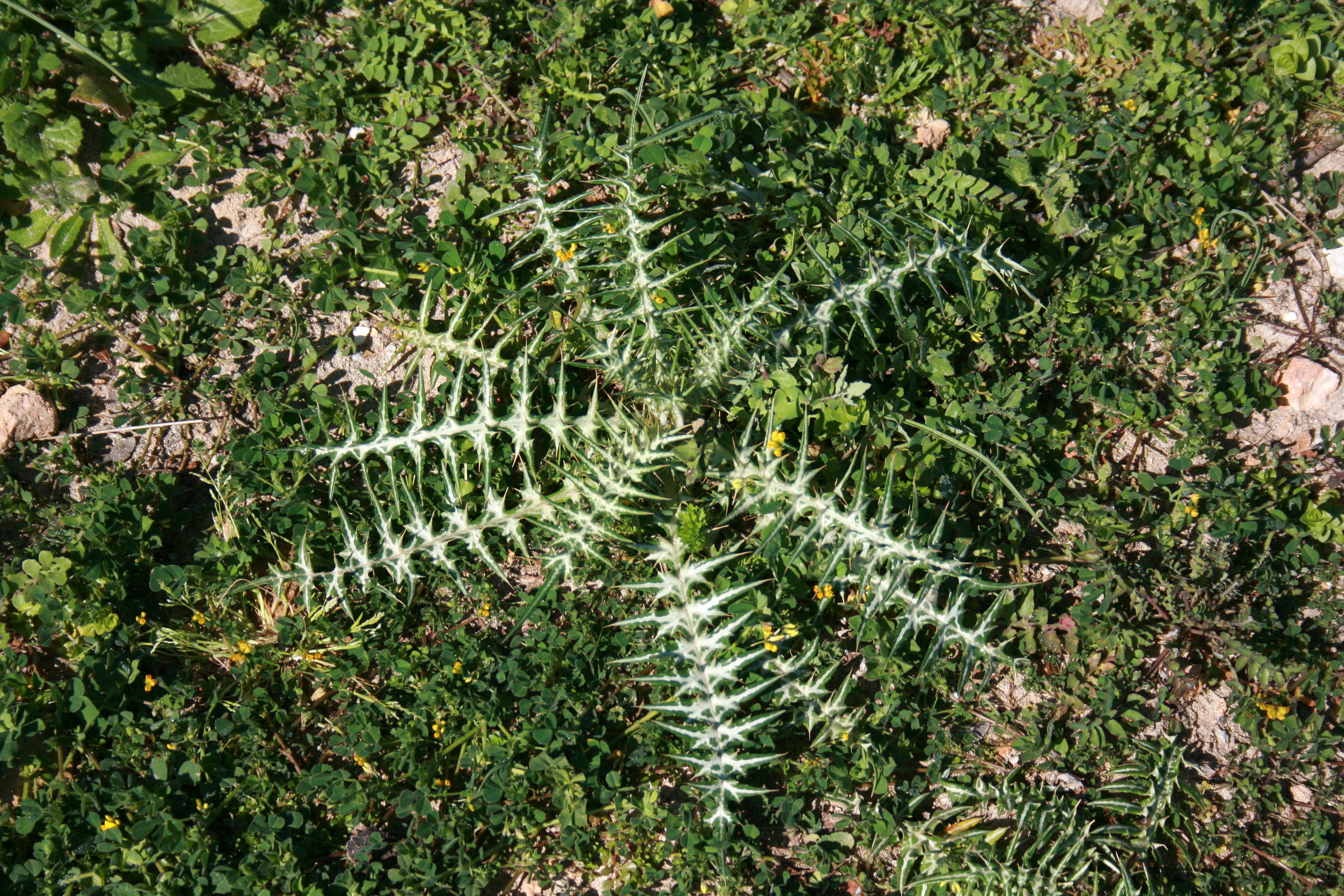
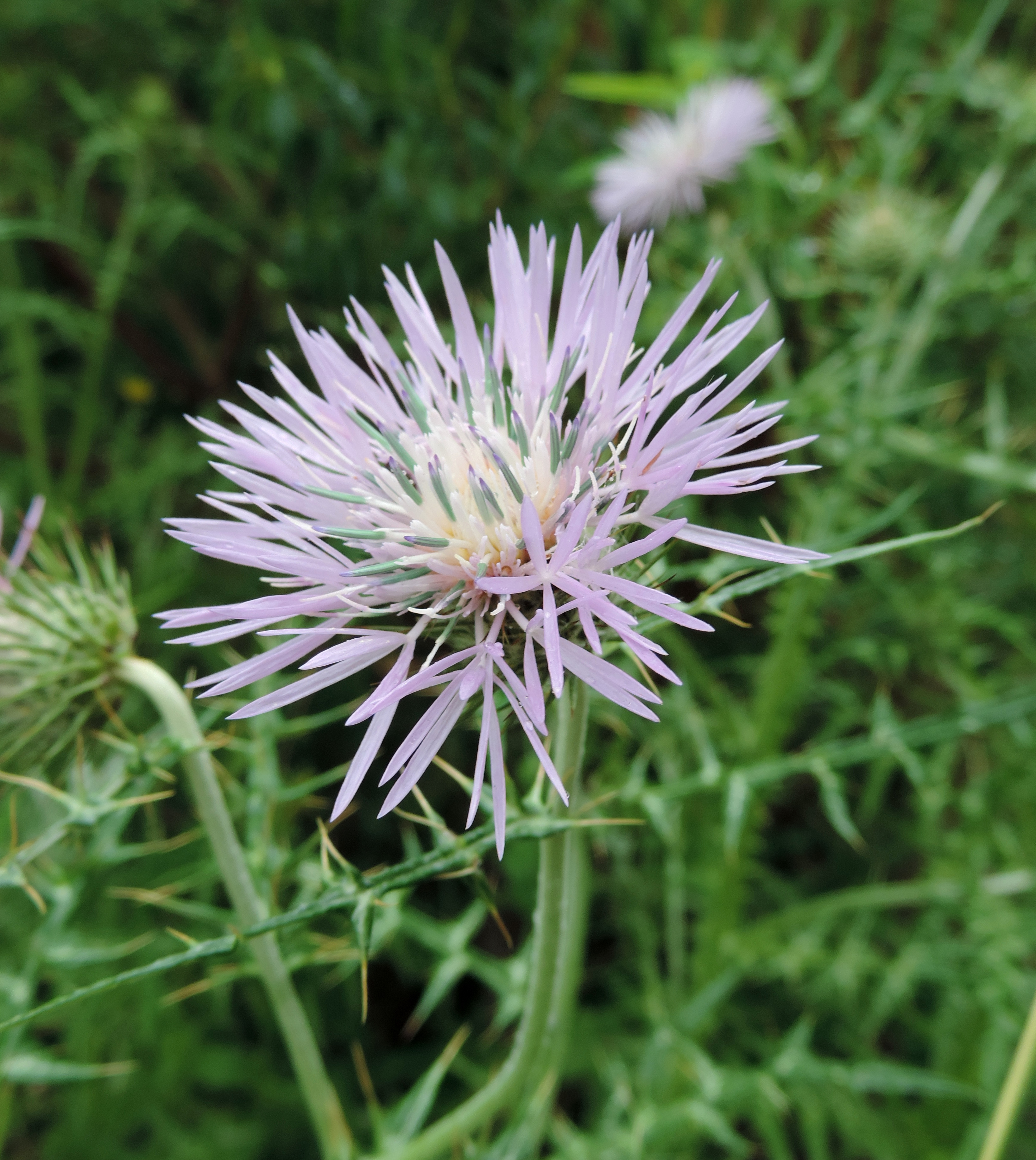

|  | Це незавершена стаття про айстрові. Ви можете допомогти проєкту, виправивши або дописавши її. |